# Коллекционер 2
«Коллекционе́р 2», оригинальное название — «Колле́кция» (англ. The Collection) — американский фильм ужасов режиссёра Маркуса Данстэна с Джошем Стюартом, Кристофером Макдональдом и Эммой Фитцпатрик в главных ролях. Продолжение фильма «Коллекционер» (2009). Премьера в США состоялась 21 сентября 2012 года, в России — 29 ноября 2012.

## Сюжет
На закрытой вечеринке одна из девушек по имени Елена находит злополучный ящик. В нём Елена находит того самого Аркина, которого Коллекционер похищает в конце первого фильма. Аркин спасает Елену от стрелы, выпущенной в них из скрытого арбалета, встроенного в стену, но это также запускает «мясорубку», от которой погибают почти все люди, находящиеся в здании. Аркину удаётся сбежать, отделавшись переломом руки, а Елену забирает Коллекционер. В больнице Аркина навещает некий Лучелло, работающий на отца Елены, который просит помочь найти девушку. Аркин, уверенный что больше не встретится с маньяком, помогает найти «логово» Коллекционера, но Лучелло со своей командой заставляет Аркина идти вместе с ними. Однако Коллекционер был подготовлен, его дом имел весьма запутанную сеть коридоров и помещений; помимо того, в его логове находились самые разнообразные ловушки и защитные механизмы, а также люди, которых он изувечил и с помощью наркотиков превратил в подобие зомби. По одному начинают погибать люди Лучелло. В итоге им удаётся найти Елену, но все они оказываются в ловушке из-за одной пленницы, которая преданно служит Коллекционеру (вскоре эта девушка погибает, попав в «Железную Деву»).
Аркину при помощи выстрелов из револьвера Лучелло удаётся привлечь внимание полиции к зданию. Коллекционер, узнав об этом, поджигает дом. В это время герои находят Коллекционера, и Лучелло вступает с ним в рукопашную схватку на ножах. Когда дом уже был оцеплен полицией, Лучелло, жертвуя собой, спасает Аркина и Елену. Аркин с помощью ножа одолевает раненого Коллекционера и поджигает его, оставляя в доме. Чуть позже он находит в одном из ящиков, обнаруженных полицией, маску Коллекционера и понимает, что тот жив.
Некоторое время спустя Аркин приходит в дом к мужчине-энтомологу, который и является Коллекционером. Аркин говорит, что узнал его, бросает его в такой же ящик и обещает сделать с ним всё, что тот сделал с ним.

## В ролях
| Актёр                | Роль             |
| -------------------- | ---------------- |
| Джош Стюарт          | Аркин О’Брайен   |
| Эмма Фитцпатрик      | Елена Питерс     |
| Кристофер Макдональд | мистер Питерс    |
| Ли Тергесен          | Лучелло          |
| Шеннон Кэйн          | Паз              |
| Рэндолл Арчер        | Коллекционер     |
| Андре Ройо           | Уолли            |
| Тим Гриффин          | Дре              |
| Брэндон Молале       | Лин              |
| Эрин Уэй             | Эбби             |
| Джоанна Брэдди       | Мисси Соломон    |
| Майкл Нарделли       | Джош Соломон     |
| Нави Рават           | жена Аркина Лиза |
| Дэниел Шарман        | Бэйзил           |

## Критика
Фильм получил смешанные отрицательные отзывы от критиков. На Metacritic указывается, что на основе 16 отзывов его рейтинг составляет 38 %, что свидетельствует об «общем неблагоприятном» приёме, а также 38 % на Rotten Tomatoes на основе 48 отзывов с общим заявлением, что «„Коллекционер 2“ раскрывает шире мир своего предшественника, предлагая более ужасающие, ничем необъяснимые острые ощущения и извращённый юмор. Другими словами, удовольствие для поклонников жанра, но потенциально неприятные ощущения для всех остальных» (англ. «The Collection expands on the world of its predecessor, offering more grisly, gratuitous thrills and twisted humor; in other words, fun for fans of the genre, but potentially unpleasant for anyone else»).

## Сборы
В первый уик-энд «Коллекционер 2» собрал 3 104 269 долларов в 1403 кинотеатрах, что примерно на полмиллиона долларов меньше, чем в первый уик-энд первого фильма. В общей сложности фильм заработал 6,8 млн долларов, в то время как сборы первого фильма составили 7,7 млн долларов. В России «Коллекционер 2» заработал 1 065 000 долларов.

## Продолжение
Съёмки стартовали ещё в 2019 году и проходили в Атланте (США). Но спустя восемь дней неожиданно были приостановлены. Съёмочная команда была вынуждена ждать решения каких-то рабочих вопросов, затем дожидаться завершения карантина из-за пандемии коронавируса COVID-19. Съёмки должны были возобновиться уже в Ванкувере (Канада) в начале 2021 года, но ведущий продюсер проекта перестал выходить на связь.
Режиссер Маркус Данстэн подтвердил в интервью 16 июля 2024 года, что работа над третьей частью официально началась после пяти лет разработки.